# Pastorówka
Pastorówka – potoczne określenie budynku będącego mieszkaniem pastora, czyli duchownego protestanckiego. Alternatywnie nazywana jest plebanią, określeniem stosowanym także w innych tradycjach chrześcijaństwa.
Zwykle budynek taki położony jest w pobliżu kościoła przynależącego do zboru, zatrudniającego duchownego, względnie duchownych zamieszkałych w pastorówce. Nie istnieje wzorcowy model budowli tego typu, stąd pastorówki przybierały różne kształty, zależne od możliwości finansowych zboru oraz planu i położenia nieruchomości, na której były wznoszone.
Przykładem zabytkowych pastorówek znajdujących się na ziemiach polskich są obiekty w:
- Jaworze przy Kościele Pokoju[4]
- Jerzykowie
- Księginicach Małych[5]
- Kole
- Lesznie[6]
- Łomnicy[7]
- Ostromecku[8]
- Prudniku
- Proszowej[9]
- Zelgnie[10]

Za przykład pastorówki można również uznać dom ministra braci polskich w Rakowie (tzw. Murowaniec).